# Knewton
Knewton是一個提供個性化教育平台的公司. 學校和出版商可以通過Knewton平台為學生提供自適應的學習材料。於2011年，Knewton與Pearson Education達成合作夥伴關係，為後者提供數字化教育服務。 其它合作夥伴包括麥克米倫教育(Macmillan Education)，Houghton Mifflin Harcourt教育集團等十餘家出版商。
公司於2008年成立，並在第一輪融資中獲得250萬投資。 至今已獲得多輪總計超過1億美元的融資。
Knewton總部位於曼哈頓第五大道100號，並於倫敦有辦公室。

## 簡介
Knewton的自适应教育平台可以帮助使用者构建“成熟、实时的学生数据分析”Knewton細分每個知識點，對每個學生進行單獨的分析，令使用者可以得到獨一無二的學習幫助。在2011年1月，亞利桑那州立大學開始使用由Knewton提供個性化學習體驗的課程。“學生的退課率由13%降至6%,，通過率由66%升至75%”。

## 外部連結
- 公司主頁 （页面存档备份，存于）